# L-艾杜糖醇2-脱氢酶
L-艾杜糖醇2-脱氢酶（EC 1.1.1.14 （页面存档备份，存于））是一种以NAD+或NADP+为受体、作用于供体CH-OH基团上的氧化还原酶，化学式为：C1700H2731O492N467S19Zn。这种酶能催化以下酶促反应：
L-艾杜糖醇 + NAD+ {\displaystyle \rightleftharpoons } L-山梨糖 + NADH + H+
L-艾杜糖醇2-脱氢酶广泛存在于各种生物细胞中，现已在古菌、细菌、真菌、植物和动物细胞中发现了这种酶。L-艾杜糖醇2-脱氢酶可以作用于包括L-艾杜糖醇、D-葡萄糖醇、D-木糖醇和D-半乳糖醇（D-卫矛醇）等糖醇分子。不同生物不同组织中的L-艾杜糖醇2-脱氢酶对不同的底物具有特异性。L-艾杜糖醇2-脱氢酶对能特异性识别NAD+，但不能利用NADP+。这种酶主要参与果糖和甘露糖之间的转化过程。